# Horní Blatná
Horní Blatná (deutsch Bergstadt Platten) ist eine Stadt in Tschechien unweit der deutschen Grenze bei Johanngeorgenstadt im böhmischen Teil des Erzgebirges.

## Geographie

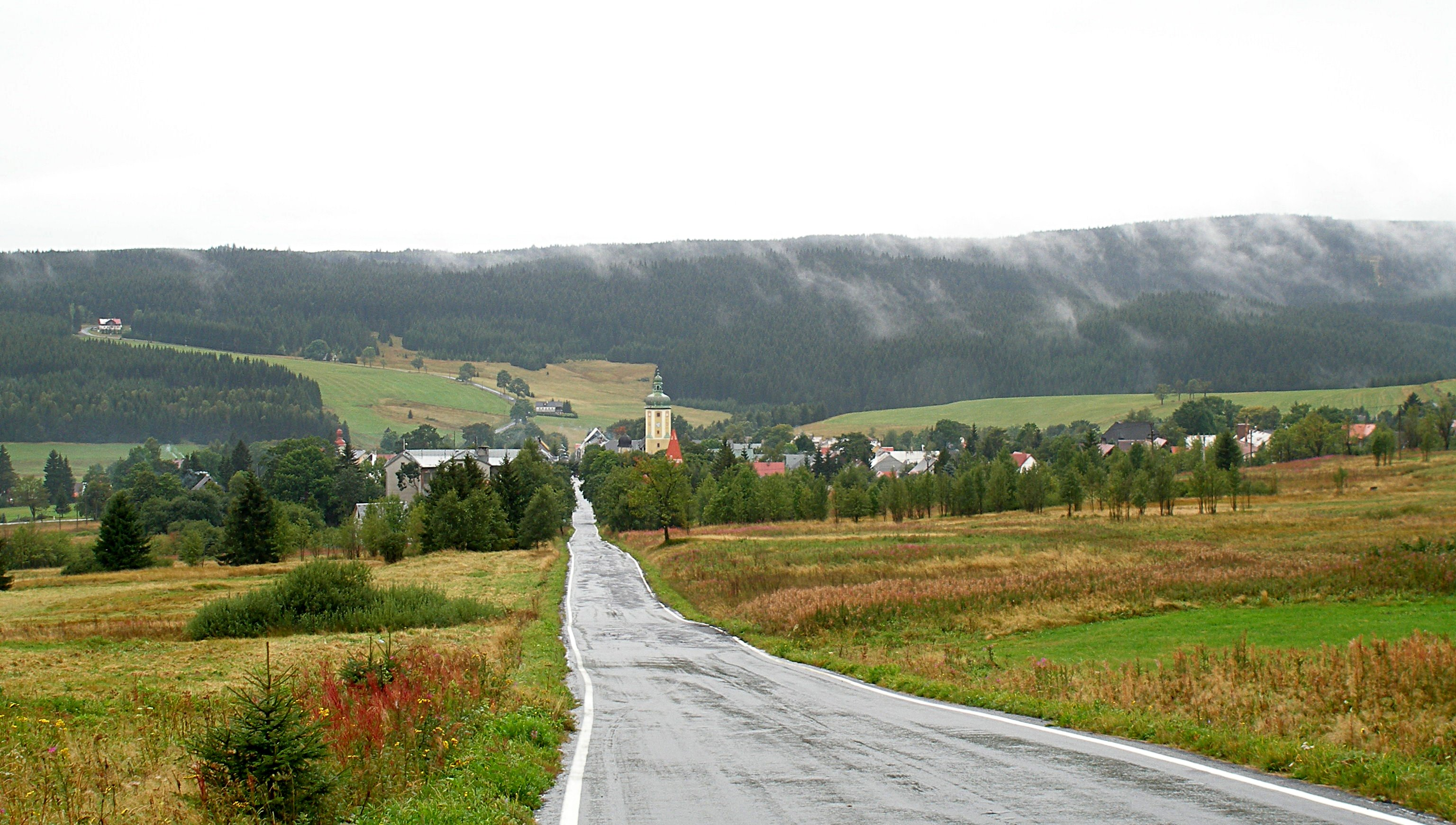
Straße zur Stadt

### Lage
Die Stadt liegt in Westböhmen in einer platten Senke der Kammhochfläche des Erzgebirges am Südwestabhang des Plattenberges (Blatenský vrch).

### Nachbarorte
|                                     | Potůčky (Breitenbach)                       |                     |
|                                     | Kompassrose, die auf Nachbargemeinden zeigt |                     |
| Nové Hamry (Neuhammer bei Karlsbad) |                                             | Pernink (Bärringen) |

## Geschichte

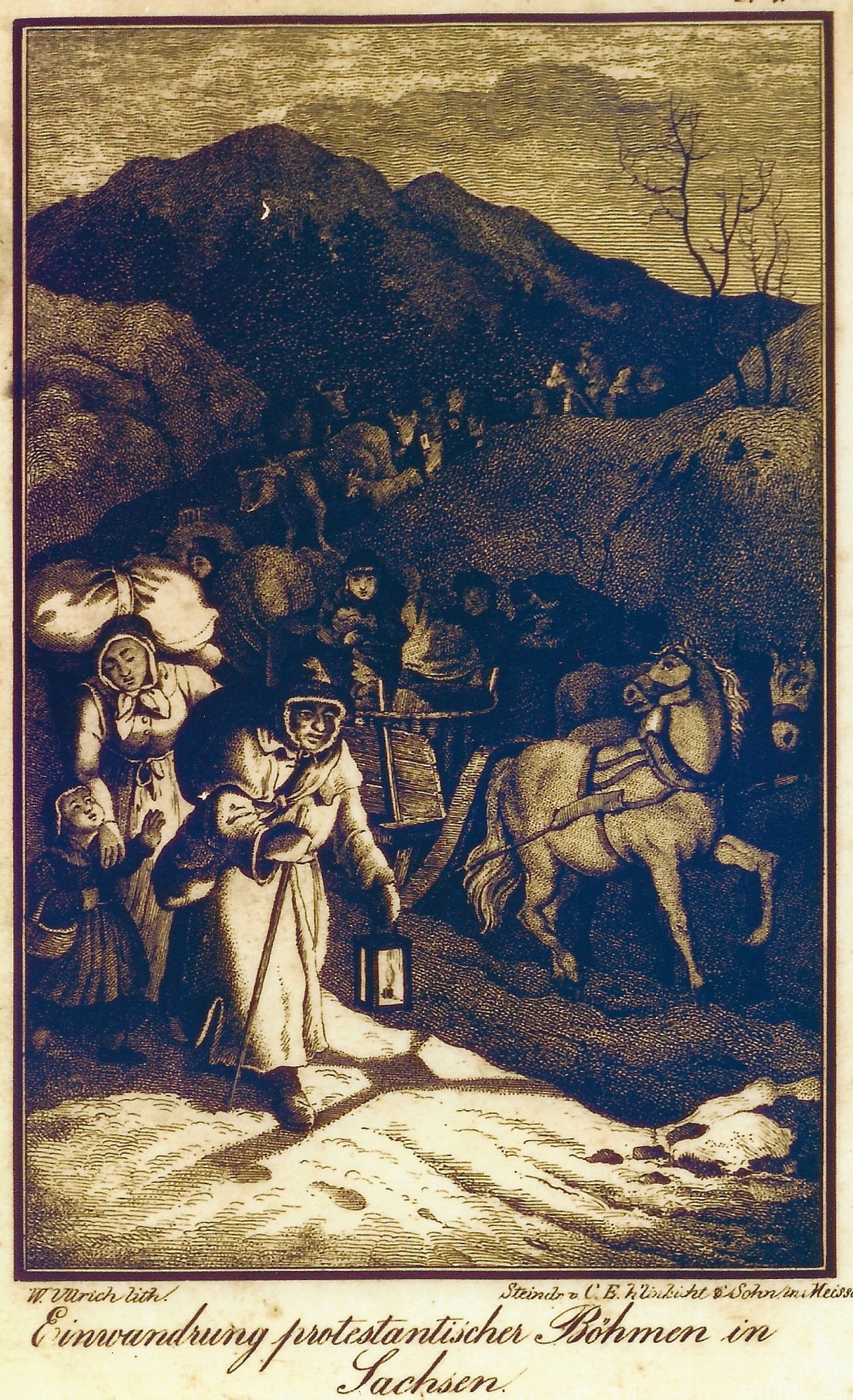
Dezembernacht 1653 von Ludwig Richter

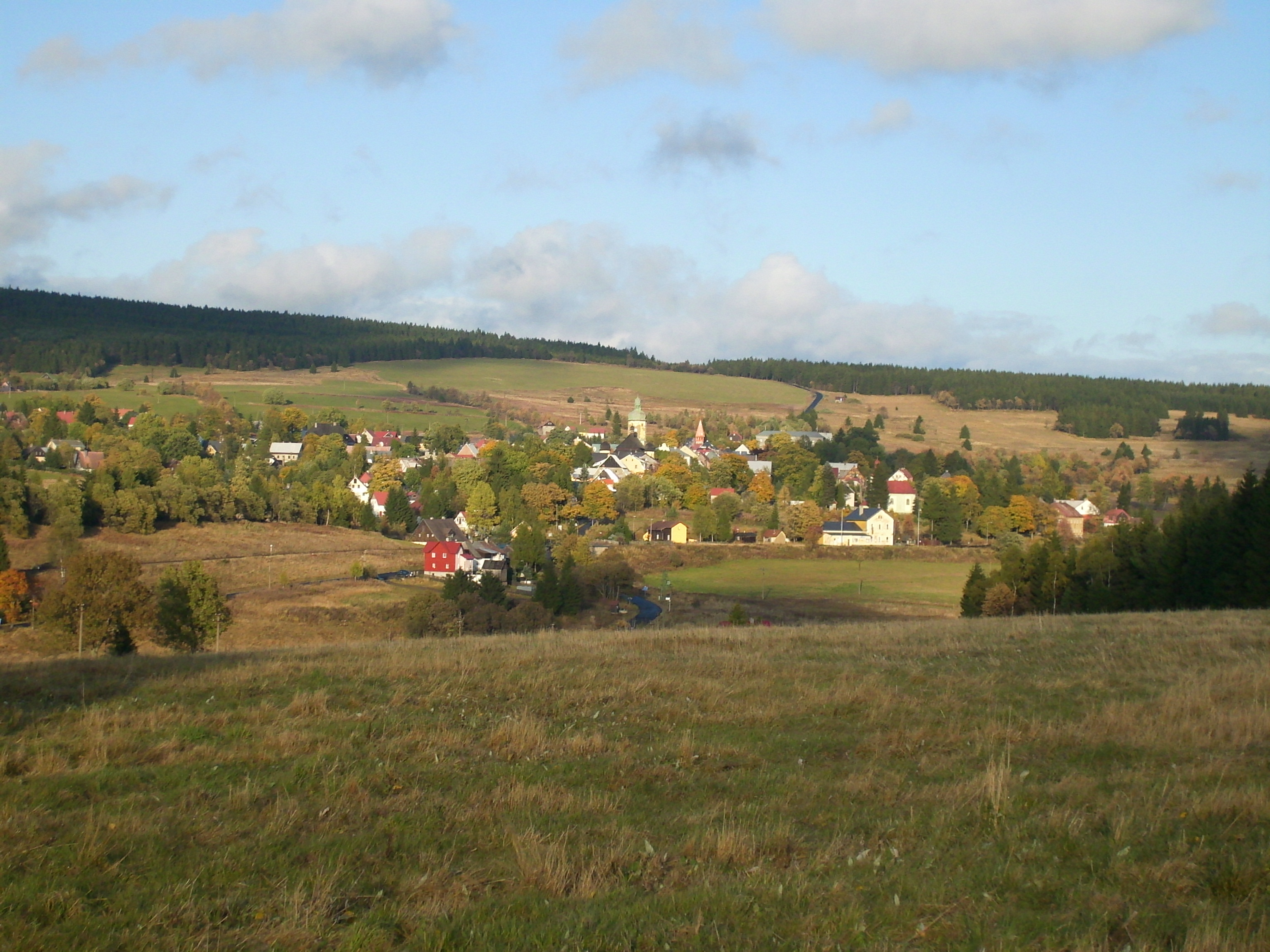
Panorama der Stadt von Westen aus gesehen

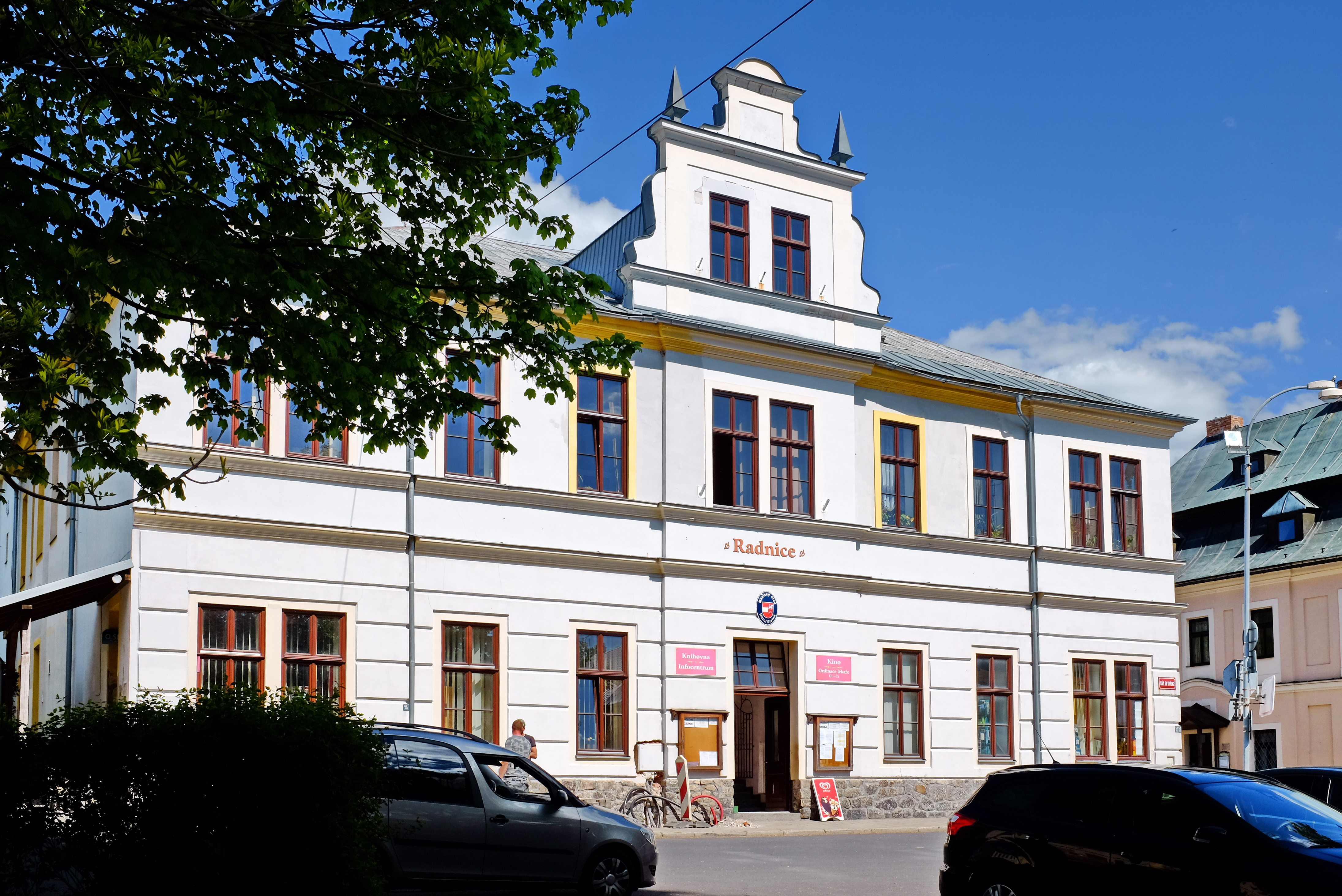
Rathaus (2019)

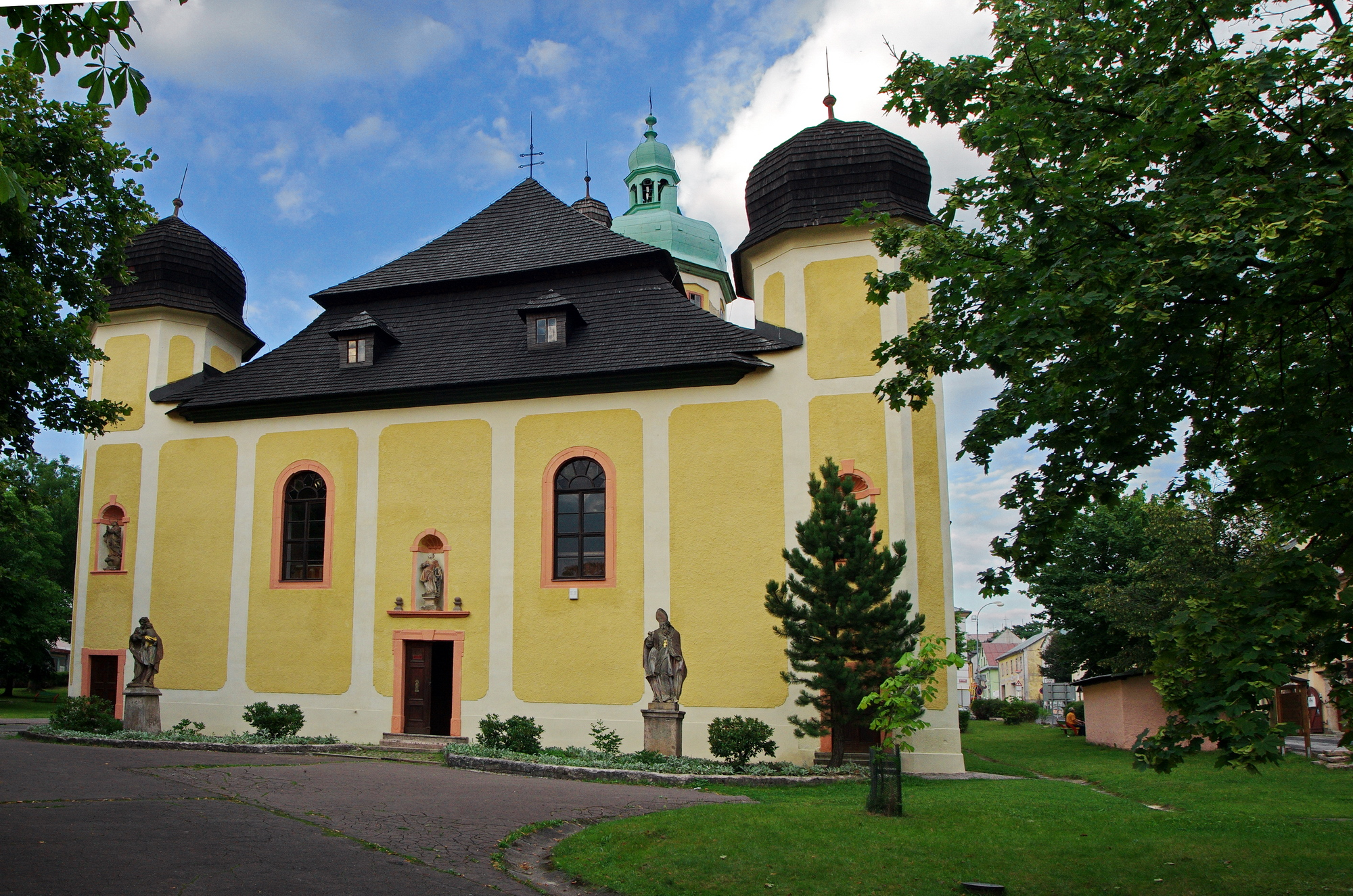
Barockkirche St. Laurentius auf dem Marktplatz

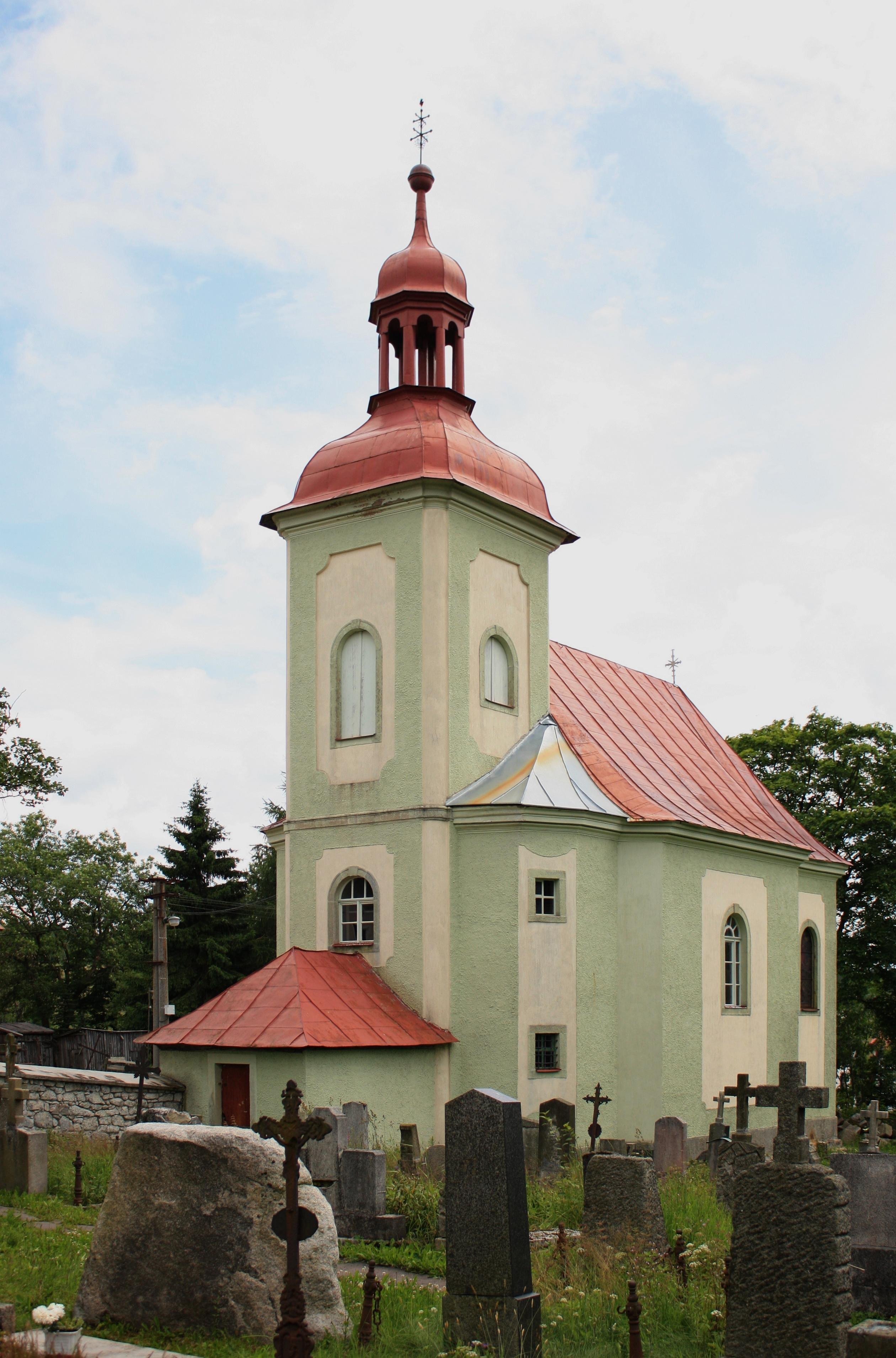
Kreuzkapelle

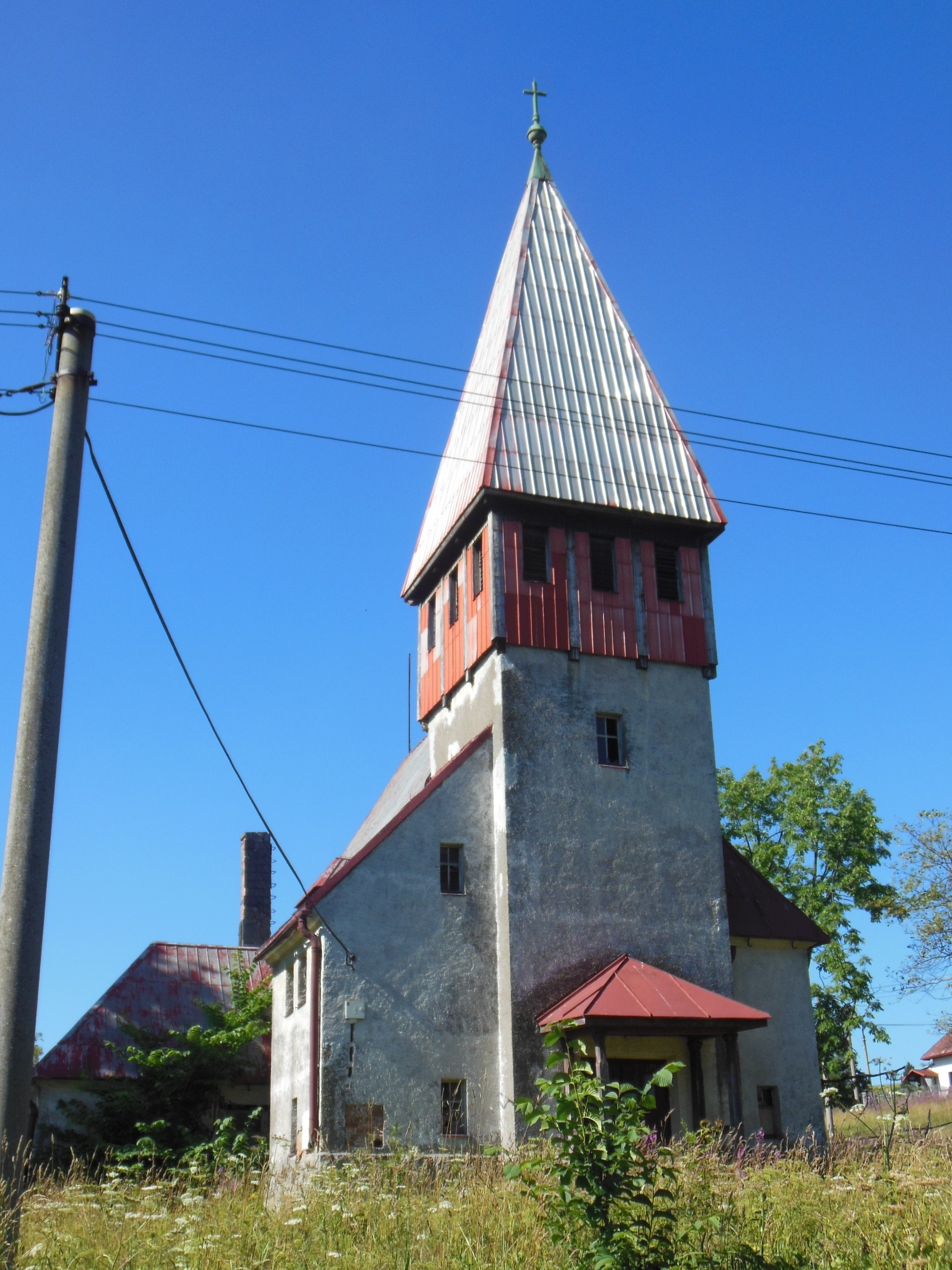
Evangelische Kirche

### Gründung
Die damals zu Sachsen gehörende Region wurde zu Beginn des 16. Jahrhunderts von Bergleuten erschlossen. Auf der Platten, so nannte man ein flaches Gelände unterhalb des Plattenberges (Blatenský vrch), wurde um 1532 das erste Zinnerz erschürft. In Ermangelung einer eigenen Zinnhütte wurde das Zinn in einer Schmelzhütte von Josef Goldschmidt am Schneeberg (Sněžná Hůrka) bei Zwittermühl (Háje) geschmolzen.
Im Februar 1535 bittet der Joachimsthaler (Jáchymov) Amtmann Heinrich von Könneritz den Kurfürsten um die Genehmigung zum Bau einer Schmelzhütte und vier Pochwerken in Platten. Der Kurfürst weist den Amtmann von Schneeberg Hans von Weißenbach  und den Schneeberger Zehntner an, Heinrich von Könneritz das entsprechende Gelände auszuweisen.
Am 14. Februar 1535 wurde für Platten eine eigene Bergordnung erlassen. Am gleichen Tag erhielt Platten die für die Entwicklung einer Bergbausiedlung notwendigen Freiheiten. Das betrifft die Versorgung der Siedlung mit Nahrungsmitteln und Bedarfsgegenständen, die Wahl von Schöffen und Richtern, die Einsetzung von zwei Geschworenen sowie freies Holz zum Bau von Häusern. Diese Freiheiten galten aber nur für den Bergbau auf Zinn. Verwaltungssitz für Platten ist aber Schneeberg.
Im November 1535 sagt der Kurfürst die Finanzierung des Baues eines Gebäudes zu, in dem eine Kapelle, Fleischerei und Bäckerei sowie die Verwaltung der Gruben untergebracht ist. Ebenfalls finanziert wird eine Uhr am Gebäude und eine Schichtglocke.
Die erste Hinrichtung mit dem Schwert fand im Winter 1545 auf dem Marktplatz in Platten statt. 
Im Prager Vertrag vom 14. Oktober 1546 versprach Kaiser Karl V. Herzog Moritz von Sachsen aus der albertinischen Linie der Wettiner die Übertragung der sächsischen Kurwürde und Gebietsgewinne auf Kosten der ernestinischen Linie nach dem Ende des Schmalkaldischen Krieges. Moritz von Sachsen versprach im Gegenzug u. a., das Vogtland und den südlichen Teil der Herrschaft Schwarzenberg mit den Bergstädten Gottesgab (Boží Dar) und Platten (Horní Blatná) in den Besitz des Königreich Böhmen unter Ferdinand I. zu übergeben. Diese Regelung wurde nach Ende des Schmalkaldischen Krieges, der mit der Wittenberger Kapitulation vom 19. Mai 1547 endete und aus dem das ernestinische Sachsen als Verlierer hervorging, umgesetzt. Das albertinische Sachsen erhielt den anderen Teil der Herrschaft Schwarzenberg. 
Am 1. Januar 1548 erließ König Ferdinand I. eine neue Bergordnung für das neu geschaffene Plattener Bergrevier. Es umfasste neben Platten die Orte Gottesgab (Boží Dar), Bärringen (Pernink), Lichtenstadt (Hroznětín), Mückenberg (Rozhraní), Hengst (Hřebečná) und Kaff.
Der Schwarzenberger Hauptmann Wolf von Schönberg fiel nach Ostern 1555 mit ca. 300 Personen Landvolk in Platten ein und ließ mehrere Amtspersonen kurzzeitig festnehmen.

### 17. und 18. Jahrhundert
Die überwiegend protestantisch gebliebene Bevölkerung sah sich 1653 unter dem Druck der Gegenreformation veranlasst, die Stadt zu verlassen; ein Großteil ging über die sächsische Grenze und gründete 1654 Johanngeorgenstadt. Der Maler Ludwig Richter hielt später diese Vertreibung in einer Grafik fest. Die Stadt wurde vom Landesinneren Böhmens wiederbesiedelt, erreichte aber nie mehr die frühere Größe und Bedeutung. Die Anfertigung von Klöppelspitzen, Handschuhen und Blech- und Eisenwaren (z. B. Löffeln) brachte immerhin einen neuen bescheidenen Aufschwung.
Unter dem Zolleinnehmer und späteren kaiserlichen Rat Johann Franz von Heßler erfuhr der Bergbau in Platten eine zweite wirtschaftliche Blüte. 1758 fielen preußische Husaren brandschatzend in Platten ein, nahmen mehrere Bürger als Geisel nach Annaberg und forderten für ihre Freilassung von Heßler 3000 Taler. Was die Soldaten aus den Häusern Heßlers und Putz entwendeten, betrug 4300 fl. Ein weiterer Angriff konnte abgewehrt werden.
1766 soll Kaiser Joseph II. unter dem Synonym eines Grafen von Burgau im Hause Heßlers in Platten abgestiegen sein und dort die Bittgesuche der Bewohner entgegengenommen haben. Wegen überteuerter Getreidepreise brach in den Jahren 1771 bis 1772 im Erzgebirge eine große Hungersnot aus, der viele Menschen zum Opfer vielen. So waren 1772 allein im Pfarrsprengel Platten 397 Tote zu beklagen.
Laut einem Aktenstück, welches dem Kaiser in Wien übergeben wurde, mangelte es den Bewohnern an Getreide. Die Gebirgsbewohner pflegten im Sommer in den kursächsischen Wäldern Holz zu fällen, während ihre Frauen und Kinder zu Hause Spitzen klöppelten. Der Verdienst reichte nicht für das tägliche Brot. Erwachsene und Kinder aßen auf den Wiesen Gras wie Vieh, oder nahmen abgebrühtes Heu zu sich. Die Einführung der Kartoffel konnte die Situation etwas verbessern. Ende des 18. Jahrhunderts wurde die Berggerichtsbarkeit aufgehoben und Platten St. Joachimsthal unterstellt.

### 19. Jahrhundert bis zur Gegenwart
Nach der Revolution 1848/1849 wurde im Kaisertum Österreich die Erbuntertänigkeit und die Patrimonialgerichtsbarkeit aufgehoben. 1850 wurde die Gemeinde Sitz des Gerichtsbezirks Platten und gehörte ab 1910 zum Bezirk Neudek. Die schneesichere Lage des Ortes begünstigte nach 1900 die Entwicklung des Wintersportes. Im Sommer weilten zahlreiche Sommerfrischler im Ort und erholten sich in der waldreichen Umgebung.
Nach dem Ersten Weltkrieg wurde Bergstadt Platten 1919 der neu geschaffenen Tschechoslowakei zugeschlagen. Aufgrund des Münchner Abkommens kam der Ort 1938 an das Deutsche Reich und gehörte bis 1945 zum Landkreis Neudek, Regierungsbezirk Eger, im Reichsgau Sudetenland. Bei der Volkszählung am 17. Mai 1939 wurden in der Bergstadt Platten 2210 Einwohner gezählt.
Nach dem Ende des Zweiten Weltkriegs wurde Bergstadt Platten von der Tschechoslowakei übernommen. Es folgte die Vertreibung der Mehrheit der deutschsprachigen Bevölkerung des Ortes im Jahr 1946. Viele nun leerstehende Häuser verfielen danach, da eine Neubesiedelung mit Tschechen nur in geringem Umfang gelang. Nach 1990 siedelten sich Vietnamesen an, die im nahen Potůčky Grenzmärkte betreiben. Seit dem 23. Januar 2007 besitzt Horní Blatná wieder Stadtrechte.

### Deutscher Ortsname
Der deutsche Name des Ortes lautete ursprünglich nur Platten bzw. Platten bei Karlsbad. Da es aber immer wieder zu Verwechslungen mit anderen Orten kam, z. B. mit Platten bei Komotau, wurde bei der Neufestlegung der Ortsnamen 1918 die amtliche Bezeichnung Bergstadt Platten festgelegt.

### Bergbau
Seit Beginn des 16. Jahrhunderts schürften und seiften Bergleute am Plattenberg nach Zinn. Auch die Harzgrafen von Mansfeld beteiligten sich spätestens seit 1519 am Seifenbergbau in diesem Gebiet und sind als Bergbautreibende am Lauterseifen am Hirschberg nachweisbar. Bereits 1535 zählte man hier über 300 Gruben und Stolln. 
Die Bergbauerträge wurden noch bis 1556 an die sächsischen Kurfürsten abgeführt, danach teilten sich Sachsen und Böhmen den Zehnten. Der Bergbau erreichte Mitte des 16. Jahrhunderts seinen Höhepunkt; im Jahr 1565 wurden knapp 1.700 Zentner Zinn gefördert. Danach ging die Förderung wegen unzulänglich entwickelter Abbautechnologien zurück. Im Dreißigjährigen Krieg kam die Förderung weitgehend zum Stillstand.
Der geadelte Bergwerkseigentümer Johann Franz von Heßler bescherte der Stadt die letzte Glanzzeit des Bergbaues. Nach seinem Tode wurden die meisten Zechen aufgelassen, wodurch das Bergwesen einen raschen Niedergang erfuhr. Im Jahre 1806 ist Kajetan Putz als letzter 31. Bergmeister erwähnt und 1847 wurde der letzte Berggeschworene pensioniert. Im Jahre 1848 ist das Bergamt schließlich aufgehoben worden.
Die Bergbaulandschaft Horní Blatná ist seit Juni 2019 eine ausgewählte Stätte des UNESCO-Welterbe Montanregion Erzgebirge.

### Demographie
| Jahr | Einwohner | Anmerkungen                                                                                         |
| ---- | --------- | --------------------------------------------------------------------------------------------------- |
| 1783 | 0 k. A.   | 186 Häuser                                                                                          |
| 1830 | 1.705     | in 241 Häusern                                                                                      |
| 1847 | 2.007     | in 244 Häusern, durchweg deutsche Einwohner, bis auf zwei evangelische Familien sämtlich Katholiken |
| 1869 | 2.213     | |
| 1880 | 2.340     | |
| 1890 | 2.524     | |
| 1900 | 2.771     | deutsche Einwohner                                                                                  |
| 1910 | 2.749     | |
| 1921 | 2.163     | davon 2.090 deutsche Einwohner                                                                      |
| 1930 | 2.341     | [ 9 ]                                                                                               |
| 1939 | 2.215     | [ 9 ]                                                                                               |

| Jahr      | 1950 | 1961 | 1970 | 1980 | 1991 | 2001 | 2004 3 | 2005 3 | 2006 3 | 2007 3 | 2008 3 | 2009 3 | 2010 3 | 2011 1 | 2012 3 | 2013 3 | 2014 3 |
| Einwohner | 1098 | 813  | 582  | 448  | 367  | 468  | 421    | 409    | 399    | 395    | 394    | 389    | 391    | 381    | 379    | 381    | 383    |

## Verkehr

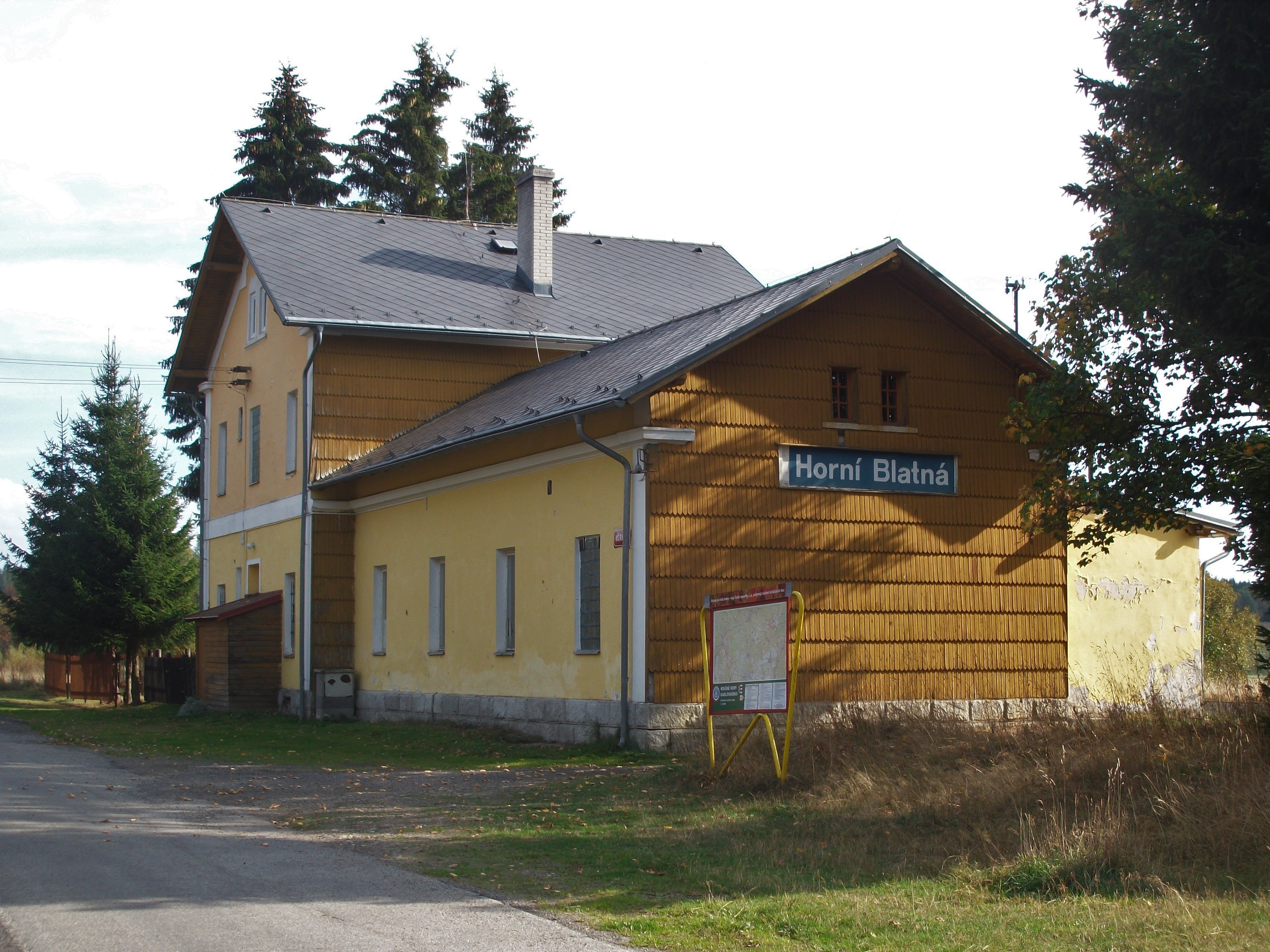
Bahnhof Horní Blatná, Empfangsgebäude (2018)

Seit 1899 besteht eine Eisenbahnverbindung über die Grenze nach Johanngeorgenstadt und ins Landesinnere über den Erzgebirgskamm nach Karlovy Vary (Karlsbad).
Es verkehren regelmäßig Linienbusse über Pernink (Bärringen) und Ostrov (Schlackenwerth) nach Karlovy Vary.

## Sehenswürdigkeiten

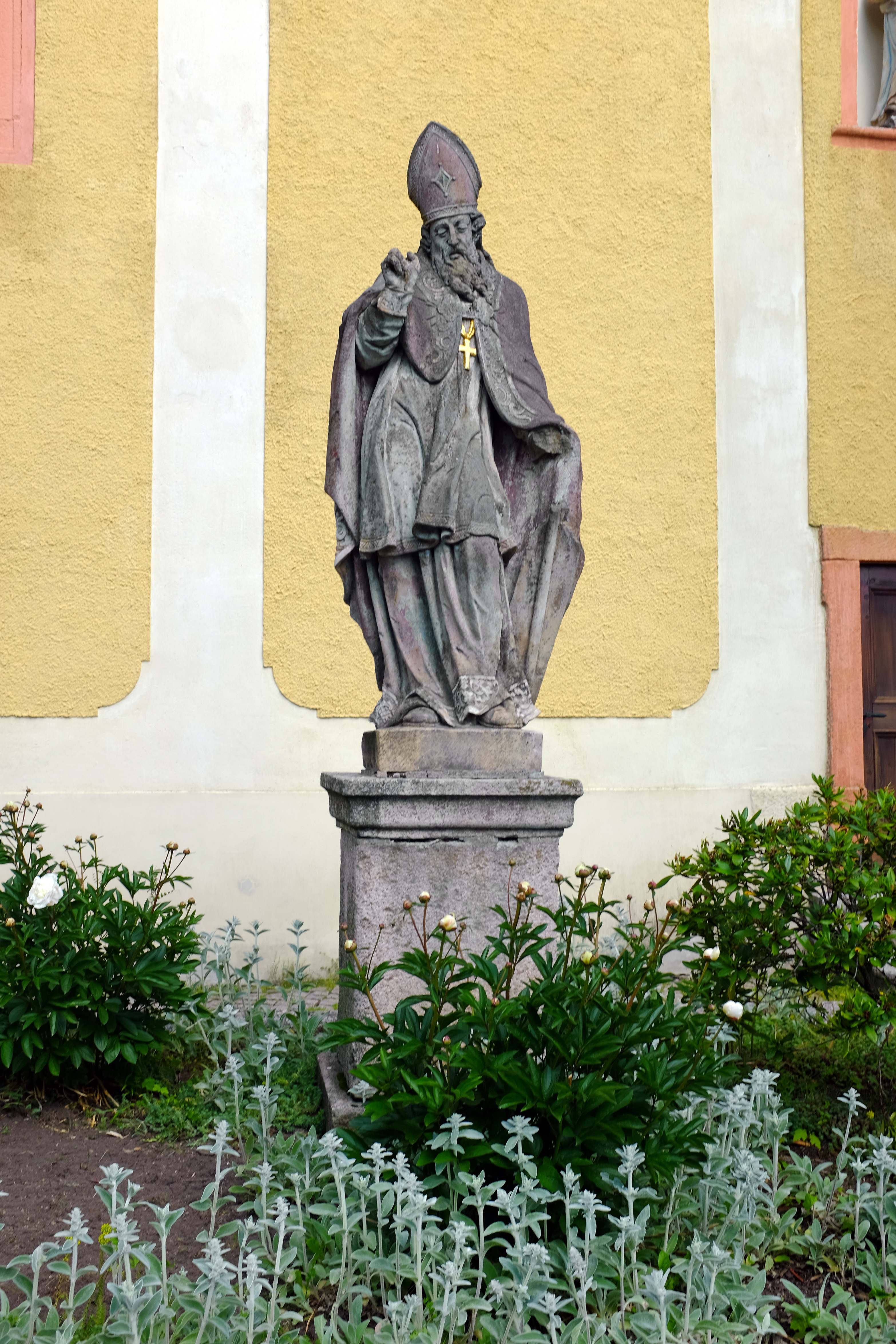
Statue von St. Adalbert

Horní Blatná zählt zu den am besten erhaltenen Bergstadtanlagen des 16. Jahrhunderts im böhmischen Gebirgsteil. Die Stadt steht seit 1992 als kostbar erhaltenes Beispiel einer planmäßig gegründeten Bergstadt in weiten Teilen unter Denkmalschutz.
Zu den Sehenswürdigkeiten zählen:
- Barockkirche St. Laurentius (Svatého Vavřince) von 1594
- Friedhof mit Kreuzkapelle (Kaple sv. Kříže) von 1744
- Museum Horní Blatná (u. a. Zinnmuseum)
- Plattner Kunstgraben: Der 1540 zur bergmännischen Wasserwirtschaft errichtete ca. 13 km lange Kunstgraben führt von Boží Dar nach Horní Blatná. Entlang des Grabens verläuft teilweise ein Lehrpfad.
- Blatenský vrch (Plattenberg) mit Aussichtsturm sowie Wolfs- und Eispinge

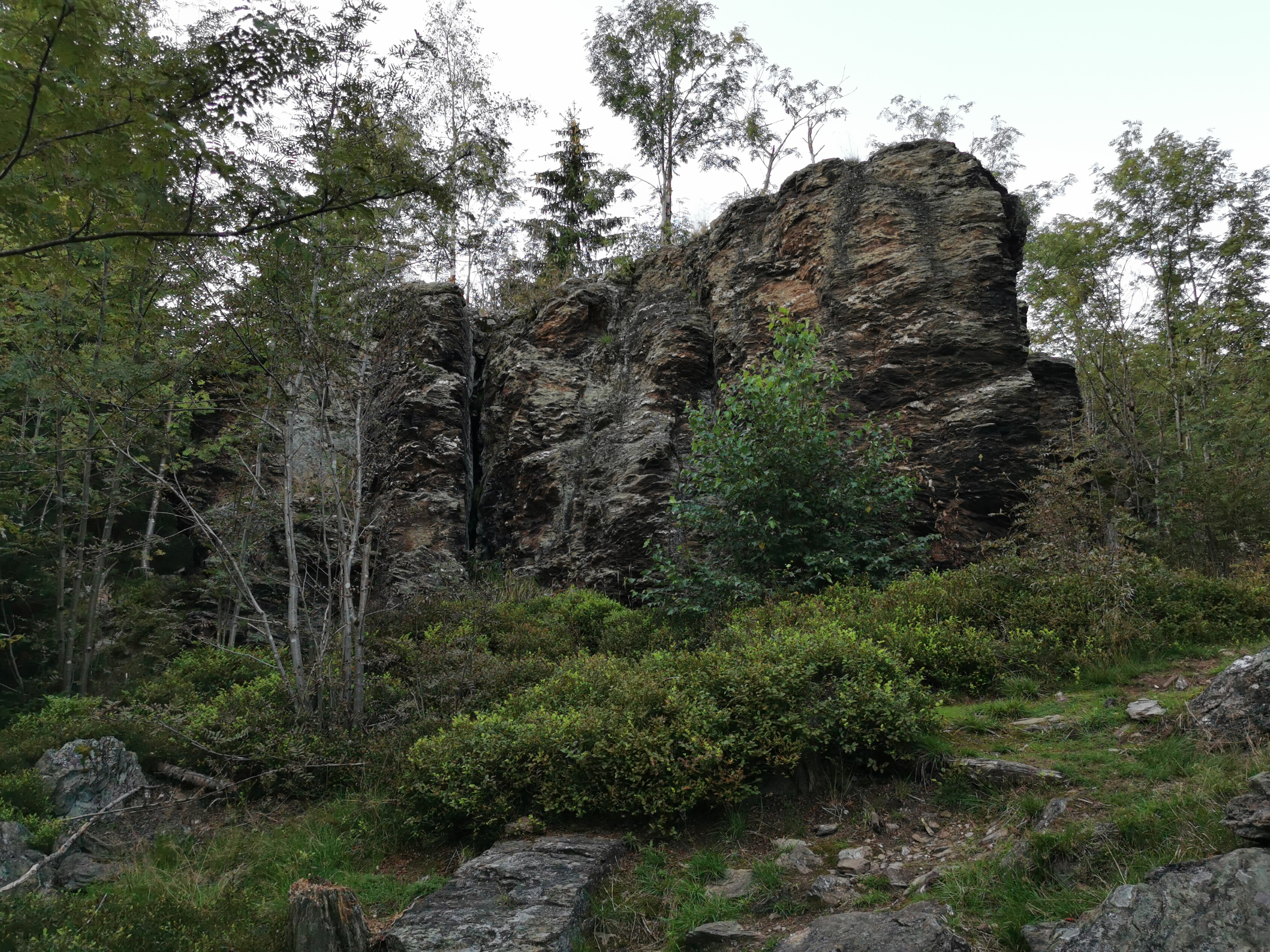
Der Heinrichstein

- Der HeinrichsteinNa strašidlech (Heinrichstein), Bergkuppe mit sagenumwobenen Felsmassiv und der 2017 rekonstruierten Wurstkapelle

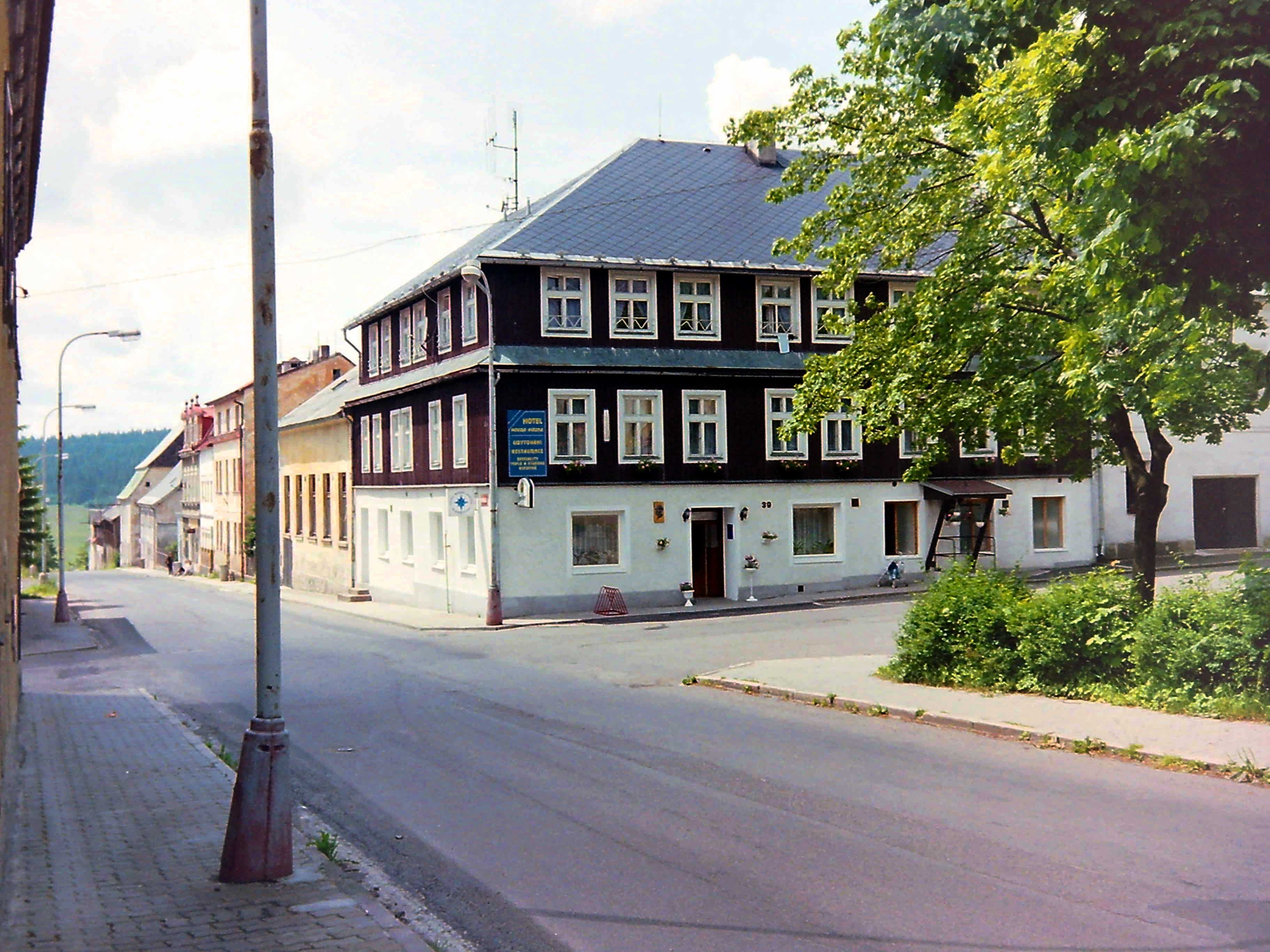
Straßenzug
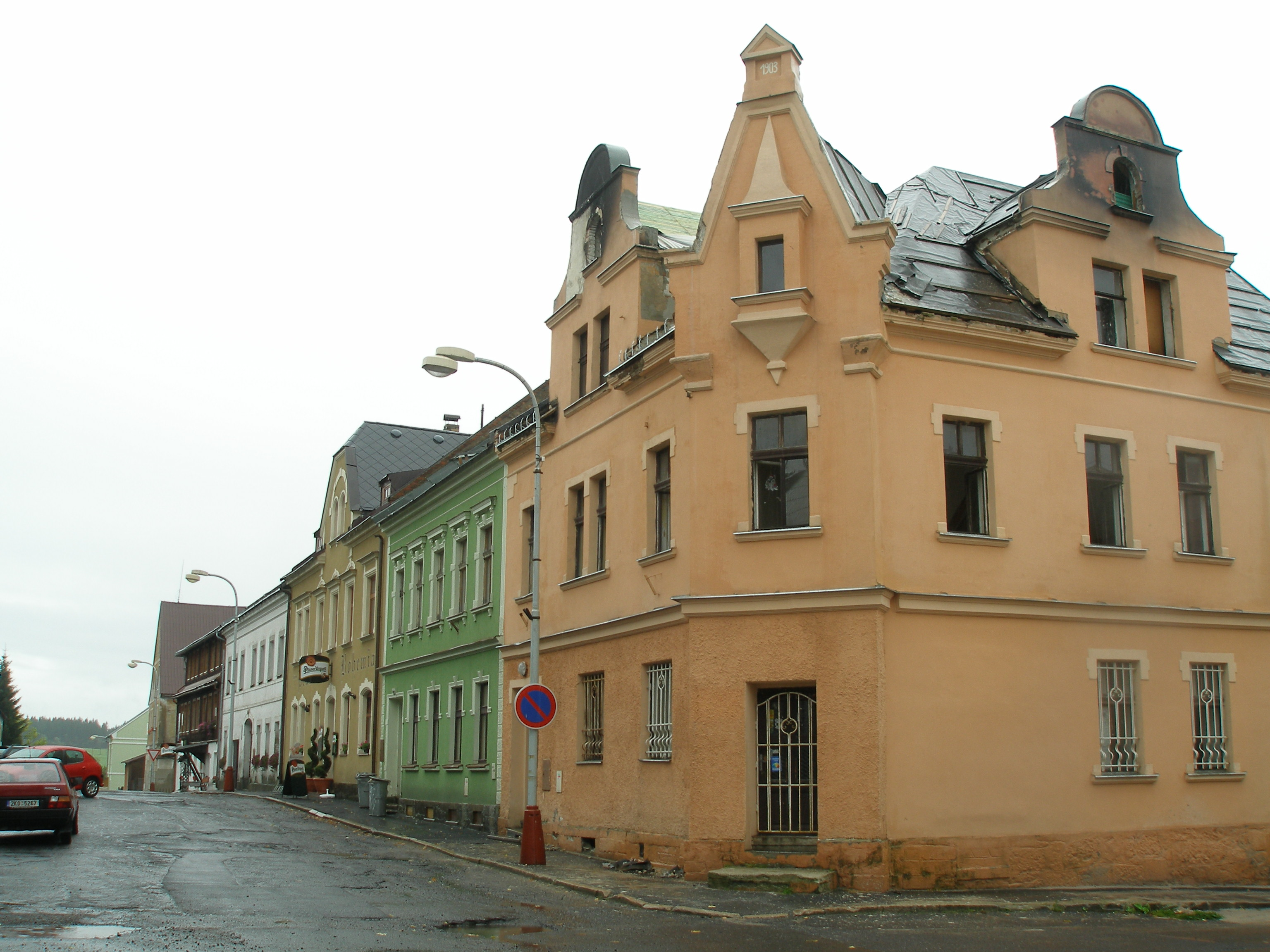
Straßenecke
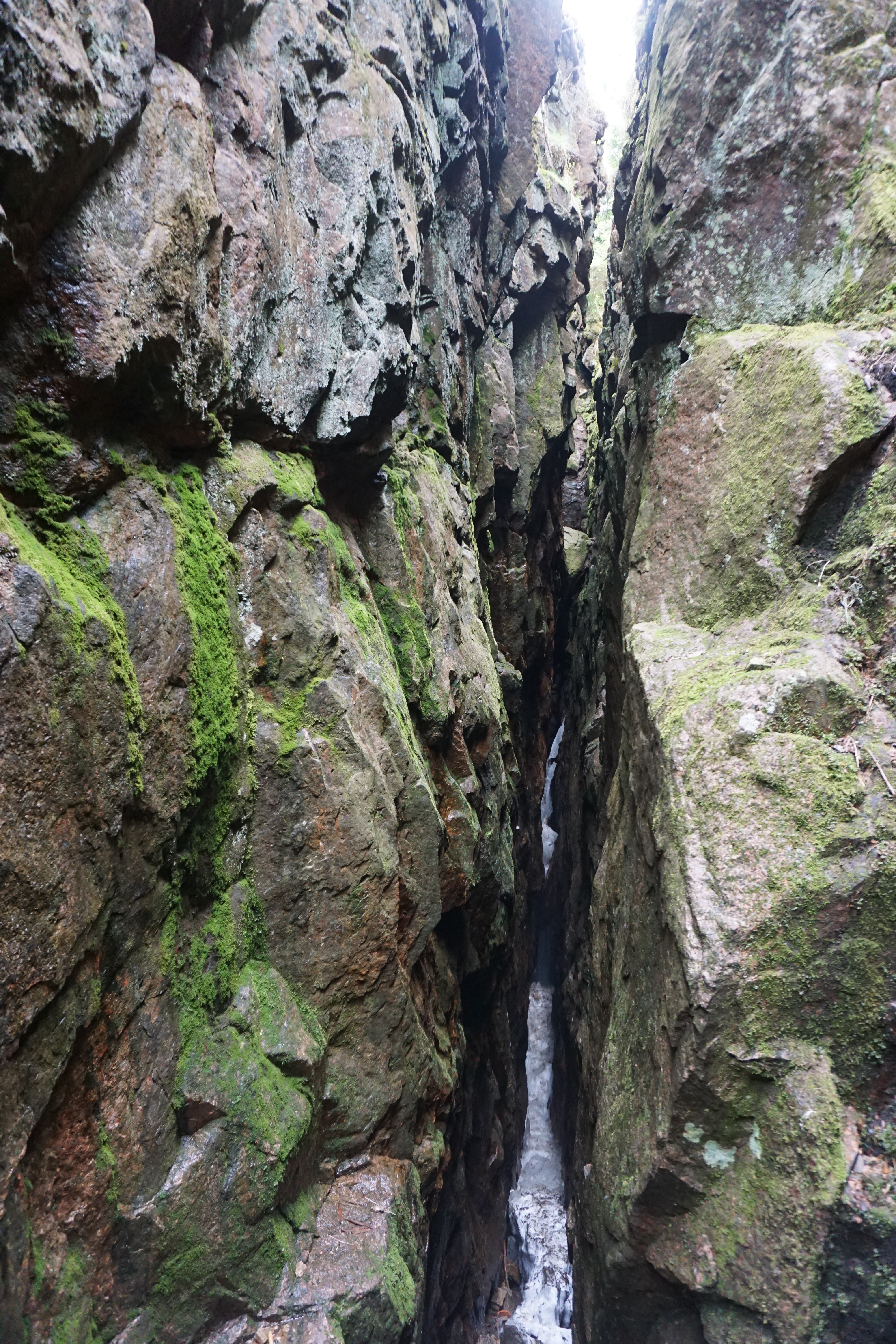
Eispinge
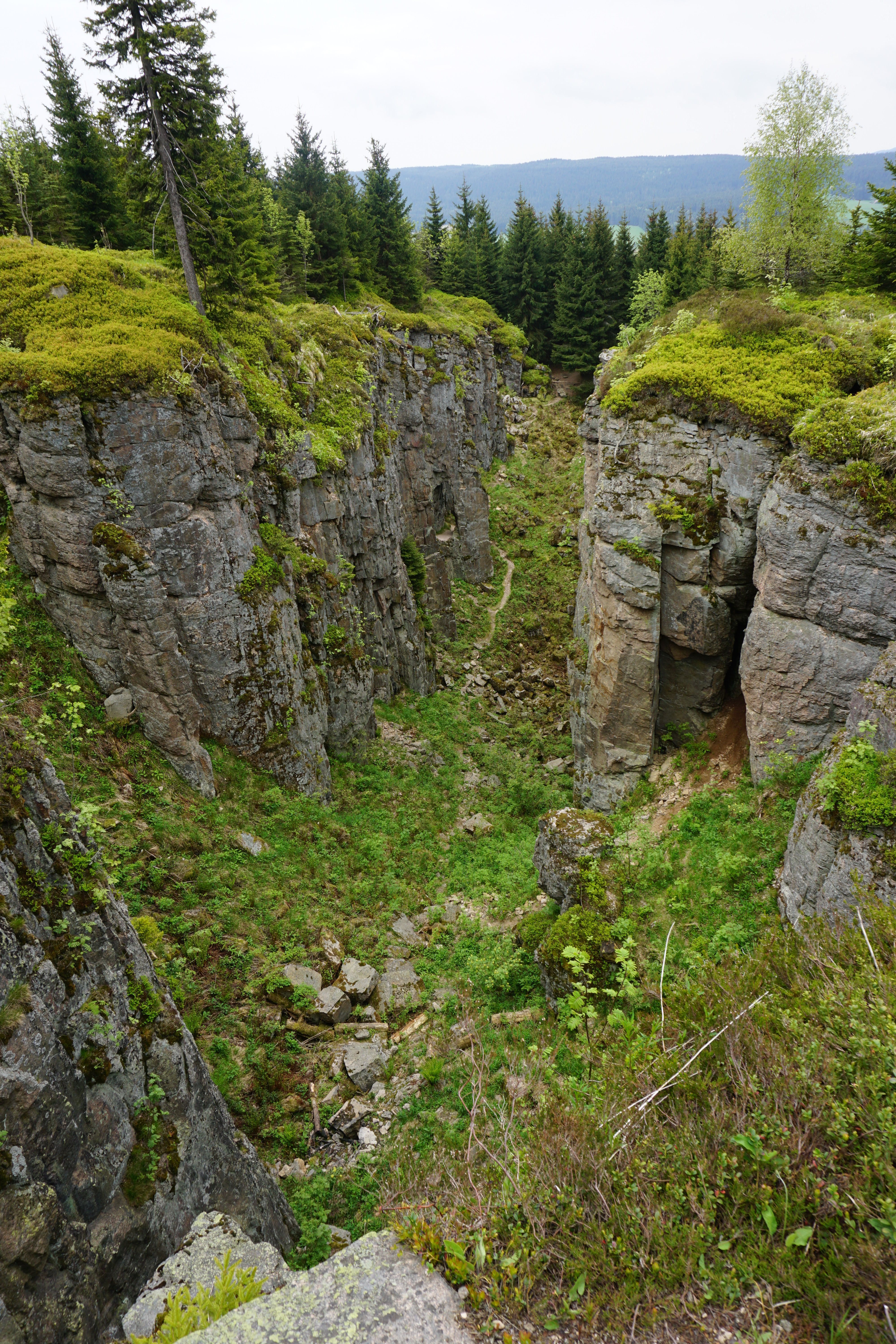
Wolfspinge

## Persönlichkeiten

### Ehrenbürger
- Josef Florian Vogl (1818–1896), Bürgermeister von Platten und von 1877 bis 1893 Landtagsabgeordneter in Prag
- 1932: Bürgermeister Knauschner
- 1935: Johann Schott (1865–1943), Bürgermeister von Platten und Bezirksobmann

### Söhne und Töchter der Stadt
- Kilian Rebentrost (1582–1661), lutherischer Geistlicher, Bergprediger in Annaberg
- Martin Päßler (1586–1651), Unternehmer, Blaufarbenwerksbesitzer
- Johann Löbel (1592–1666), Stadtrichter und Bergmeister, Bürgermeister von Johanngeorgenstadt
- Georg Abraham Löbel (1604–1685), Bergmeister, Rats- und Gerichtsbeisitzer
- Christoph Haas (1609–1679), Bergmeister, Stadtvogt und Kämmerer
- Gabriel Hammerdörffer (1612–1683), Zinnverleger und Kommunalpolitiker
- Melchior Siegel (1613–1689), Stadtrichter, Kirchenvorsteher und Stifter
- Johann Poppenberger (1618–1690), Bergwerkseigentümer, Ratsbeisitzer und Stadtrichter
- Christian Schmidt (1621–1689), Handelsmann und Unternehmer
- Abraham Wenzel Löbel (1631–1707), Bergmeister in Johanngeorgenstadt
- Johannes Georgi (1632–1707), Pädagoge, über 50 Jahre lang Rektor in Johanngeorgenstadt
- Johann Bleyer (1639–1722), sächsischer Landtagsabgeordneter, Bürgermeister von Johanngeorgenstadt
- Johann Jahn (1644–1716), deutscher lutherischer Theologe
- Benedict Drechsler (1651–1690), sächsischer Bergverständiger und Chemiker
- Johann Christoph Hanickl (1657–1729), Blaufarbenwerksbesitzer, Kämmerer und Ratsassessor
- Christoph Adalbert Putz (1658–1726), Bergmeister, Glashütten- und Blaufarbenwerksbesitzer
- Joseph Putz (1672–1730), Zöllner, Blaufarbenwerksbesitzer und Bergwerkseigentümer
- Anton Seeling (1685–1745), Blaufarbenwerksbesitzer, Assessor und Stadtrichter
- Wenzel Leopold Putz von Breitenbach (1688–1747), böhmischer Gutsbesitzer
- Franz Carl Hacker (1694–1753), Mineraloge, Markscheider und Bergamt-Leiter
- Barbara Heßler (1695–1747), Montanunternehmerin und Benefiziatsstifterin
- Johann Joseph Morbach (1709–1777), Blaufarbenwerksbesitzer und Stadtrichter
- Joseph Putz (1724–1797), Montanunternehmer, Blaufarbenfabrikant und Ratsassessor
- Franz Anton Mießl (1731–1791), Blaufarbenfabrikant, Großhändler und Unternehmer
- Johann Nepomuk Mießl (1733–1802), Oberamtsverwalter, Bergrichter und Heimatforscher
- Anton Seeling (1743–1822), Mineraloge, Oberamtsverwalter und Bergrat in Wieliczka
- Adalbert Hahn (1750–1825), Pater Hahn – der Faust des Erzgebirges
- Kajetan Putz (1755–1825), 31. und letzter Bergmeister von Platten
- Franz Anton Kerl (1770–1849), Handelsmann, Verleger und Löffelfabrikant
- Wenzel Haas (1770–1830), Bergmeister und Porzellanfabrikant in Schlaggenwald
- Felix Mießl (1778–1861), Bürgermeister von Wiener Neustadt und Gründer von Felixdorf
- Felix Kerl (1802–1876), k. k. privilegierter Spitzen- und Blaufarbenfabrikant, Großhändler
- Hans Soph (1869–1954), Mundartdichter und Sänger des Erzgebirges

### Personen mit Bezug zur Stadt
- Wolf Schaller († nach 1536), Bergbauunternehmer, Mitbegründer der Stadt
- Georg Thiel († 1546), Bergmeister, Grubenvorsteher und Stadtrichter
- Georg Körner († vor 1582), Geschworener in St. Joachimsthal, Bergmeister
- Gabriel Siegel († nach 1624), Zinnhändler, Hammerherr, Zehntner, Bergmeister und Stadtrichter
- Anna Strassberger (* um 1535), Schmiedstochter an der 1559 eine Teufelsaustreibung durchgeführt wurde
- Elias Richter (1597–1678), Schulmeister in Platten, später Pfarrer in Raschau
- Johann Jahn (1604–1651), Pfarrer in Platten und Kürbitz
- Paul Wenzel Seeling (um 1617–1693), Waldbereiter, Stadtrichter, Bergmeister und Münzamtsverwalter
- Peter Kuhn (um 1628–1682), Bergmeister und Unternehmer
- Johann Putz (um 1631–1697), Kommunalpolitiker, Grenzzolleinnehmer, Stadtkämmerer und Stadtvogt
- Hans Adam Siegel (1638–1679), Waldheger und Förster, Zinnzehnteinnehmer, Bergschreiber
- Johann Friedrich Hacker (1666–1697), Waldbereiter und Bergmeister
- Theodor Sichelbarth († 1710), Grenzzollbereiter, Stadtschreiber, Schulmeister und Kantor
- Johann Franz von Heßler (1693–1770), Grenzzolleinnehmer und Bergwerkseigentümer, kaiserlicher Rat